# James Thomson (ingénieur)
Pour les articles homonymes, voir James Thomson.
James Thomson (16 février 1822 – 8 mai 1892) est un ingénieur et physicien britannique, frère aîné de William Thomson (Lord Kelvin). Ses multiples contributions scientifiques et techniques ont été quelque peu masquées par l'immense célébrité de son cadet.

## Œuvre
James Thomson a amélioré le fonctionnement des roues à eau, des pompes à eau et des turbines hydrauliques. 
Il étudia aussi l'effet de la pression sur le point de gel de l'eau, et produisit des études en glaciologie sur le mouvement des glaciers, prolongeant le travail de James David Forbes. 
Il prolongea aussi les travaux expérimentaux de son collègue Thomas Andrews sur la continuité des états liquide et gazeux de la matière, en y appliquant sa très bonne connaissance de la thermodynamique. 
Il dériva une forme simplifiée de l'équation de Clapeyron pour la limite de phase solide-liquide. Il s'intéressa aussi à la dynamique des fluides appliquée aux cours d'eau.